# Carmen Dumitriu
Carmen Dumitriu (n. 1 octombrie 1962) este un fost deputat român în legislatura 1996-2000 și în legislatura 2000-2004, ales în județul Vrancea pe listele partidului PDSR. Până în 1992, Carmen Dumitriu a fost membru FSN. În legislatura 1996-2000, Carmen Dumitriu a fost membru în grupurile parlamentare de prietenie cu Austria și Republica Azerbaidjan iar în legislatura 2000-2004 a fost membru în grupurile parlamentare de prietenie cu Republica Costa Rica și Republica Finlanda. 